# Waldkirchen am Wesen
Waldkirchen am Wesen é um município da Áustria localizado no distrito de Schärding, no estado de Alta Áustria.